# Morder
Morder es el segundo álbum de estudio de la banda chilena De Saloon, lanzado el 2004.
El álbum contó con la participación de varios músicos, como Javiera Parra, Leo Cáceres y Cristián López, integrantes de Javiera y Los Imposibles, y también de Camilo Salinas, exintegrante de Pettinellis.
Los sencillos promocionales del álbum fueron Quiero hacerte feliz (que se convirtió en éxito del grupo con una amplia difusión en radios locales), Morder y Asfixiar.

## Lista de canciones
Todas las canciones escritas y compuestas por Jean Pierre Duhart. 
| N.º | Título                                                  | Duración |  |
| 1.  | «Morder»                                                | 3:24     |  |
| 2.  | «Extrañarte»                                            | 3:53     |  |
| 3.  | «Partido en dos»                                        | 4:23     |  |
| 4.  | «Carne»                                                 | 4:05     |  |
| 5.  | «Hablar hacia atrás»                                    | 4:05     |  |
| 6.  | «Relájame»                                              | 4:29     |  |
| 7.  | «Asfixiar»                                              | 3:39     |  |
| 8.  | «Adiós»                                                 | 3:54     |  |
| 9.  | «Quiero hacerte feliz»                                  | 3:53     |  |
| 10. | «Nadar»                                                 | 3:20     |  |
| 11. | «Anzuelo»                                               | 3:06     |  |
| 12. | «Resiste más que yo» (Incluye el tema oculto Celestial) |          |  |

## Créditos
| Banda - Jean Pierre Duhart – voces, guitarras, coros, palmas, samples, producción, mezcla - Roberto Arancibia – bajo, metalófono, palmas, producción, mezcla - Ricardo Barrenechea – batería, percusión, palmas, producción, mezcla | Personal adicional - Javiera Parra – voces - Camilo Salinas – teclados - Leonardo Cáceres – grabación, producción, mezcla, palmas - Cristian López – guitarras, coros, palmas, producción, mezcla - Javier Huerta – productor ejecutivo, palmas - Gonzalo González – masterización - Katia Reznik – dirección de arte, diseño - Alejandro – fotografía - Javier Huerta – administración - Marcela Quezada – regidor de escenario |

- Datos: Q6024032